# Cristianesimo in Guinea
Il cristianesimo in Guinea è una religione di minoranza. La religione più diffusa in Guinea è l'islam, professato dalla maggior parte della popolazione. Secondo dati ufficiali, i musulmani rappresentano circa l'85% della popolazione, mentre i cristiani si attestano intorno all'8%; il 7% circa della popolazione segue le religioni africane tradizionali. Secondo stime del Pew Research Center, l'islam è la prima religione, professata da circa l'85% della popolazione; la seconda è il cristianesimo, seguito da circa il 10% della popolazione; il 3% circa della popolazione segue le religioni tradizionali africane, mentre il restante 2% comprende coloro che seguono altre religioni o non seguono alcuna religione. Secondo le stime dell'Association of Religion Data Archives (ARDA), i cristiani rappresentano circa il 9% della popolazione, ma la percentuale comprende anche coloro che seguono i culti sincretici africani. La costituzione della Guinea stabilisce che lo stato è laico e che i diritti religiosi possono essere sottoposti dalla legge solo ai limiti indispensabili per salvaguardare l'ordine pubblico e la democrazia. Tutti i gruppi religiosi devono registrarsi; appena la registrazione è approvata, diventano ufficialmente riconosciuti. Ci sono gruppi religiosi non registrati che operano senza problemi, ma non possono accedere ai benefici di legge. I gruppi religiosi, anche se registrati, non possono possedere stazioni radio-televisive. Nella scuola primaria non è previsto l'insegnamento delle religioni, per cui i musulmani ricorrono alle scuole coraniche per fornire ai figli un'istruzione religiosa integrativa. Esistono anche scuole private cristiane, ma non hanno alcun supporto da parte del governo. La conversione dei musulmani ad un'altra religione non è vietata dalla legge, ma è fortemente scoraggiata da fattori di ordine familiare, sociale e culturale.

## Confessioni cristiane presenti
Tra i cristiani della Guinea, i cattolici sono in maggioranza: secondo il Pew Research Center rappresentano il 70% dei cristiani guineani, mentre secondo l'Association of Religion Data Archives rappresentano il 55% dei cristiani del Paese. Per favorire il dialogo ecumenico, la Chiesa cattolica e le due maggiori denominazioni protestanti (Chiesa anglicana e Chiesa evangelica della Guinea) hanno formato il Consiglio Cristiano della Guinea.

### Cattolicesimo
La Chiesa cattolica è presente in Guinea con 1 sede metropolitana (l'arcidiocesi di Conakry) e 2 diocesi suffraganee. 

### Protestantesimo
Le principali denominazioni protestanti presenti in Guinea sono le seguenti:
- Chiesa protestante evangelica della Guinea: nata da una missione della Comunità mondiale dell’Alleanza, è la maggiore denominazione protestante del Paese e comprende più di 430 chiese;
- Chiesa della Provincia dell’Africa occidentale: appartenente alla Comunione anglicana, è presente nel Paese con la Diocesi anglicana della Guinea ed è la seconda denominazione protestante del Paese;
- Chiesa cristiana avventista del settimo giorno: presente nel Paese dal 2002, comprende oggi 6 chiese.

Sono inoltre presenti gruppi battisti e pentecostali.